# Finca (construction)
Pour les articles homonymes, voir FINCA.
Une finca (signifiant "domaine agricole" en espagnol), ou quinta en portugais, est une ferme traditionnelle, avec son domaine agricole ou d’élevage, en Espagne et Amérique hispanique, parfois déclinée en maison de villégiature, de tourisme, ou de luxe.

## Histoire
Cette forme d'architecture vernaculaire espagnole est héritière des domaines gallo-romain, villa romaine, et domus antiques, de l'Empire romain, et des haciendas espagnoles (exploitations agricoles de grande dimension) du Moyen Âge, déclinée en estancia en Amérique du Sud, ou fazenda au Brésil.  

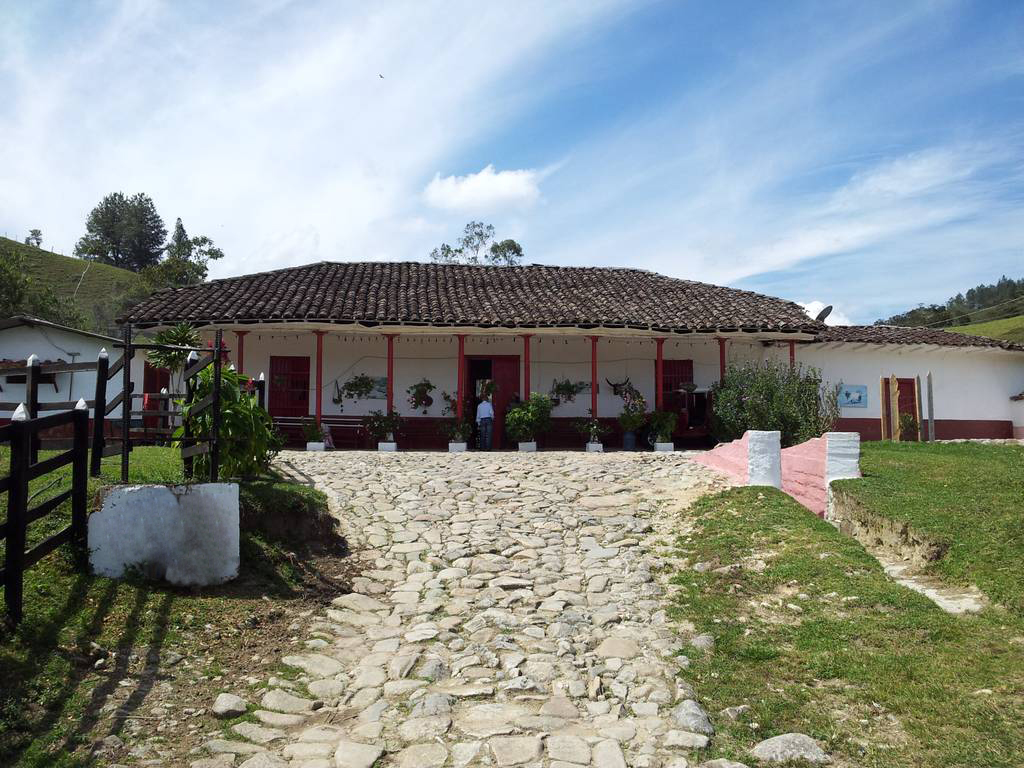
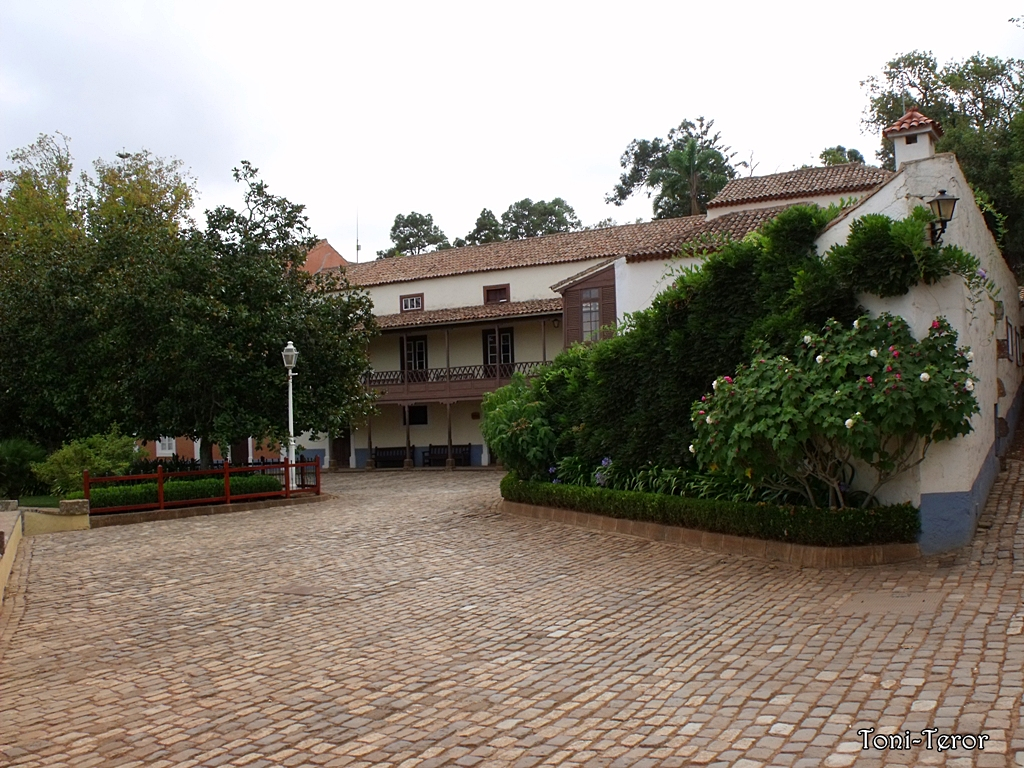
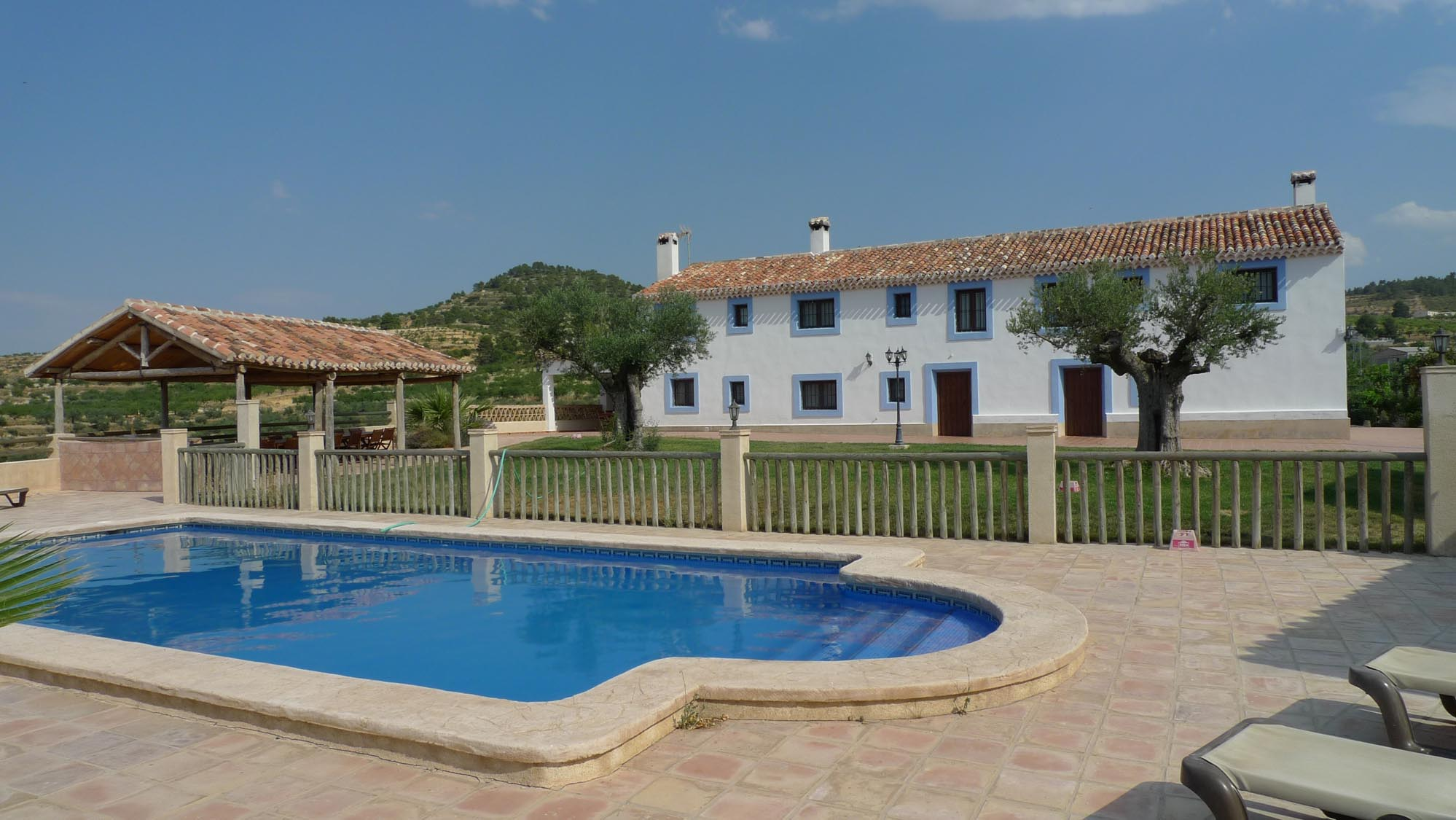
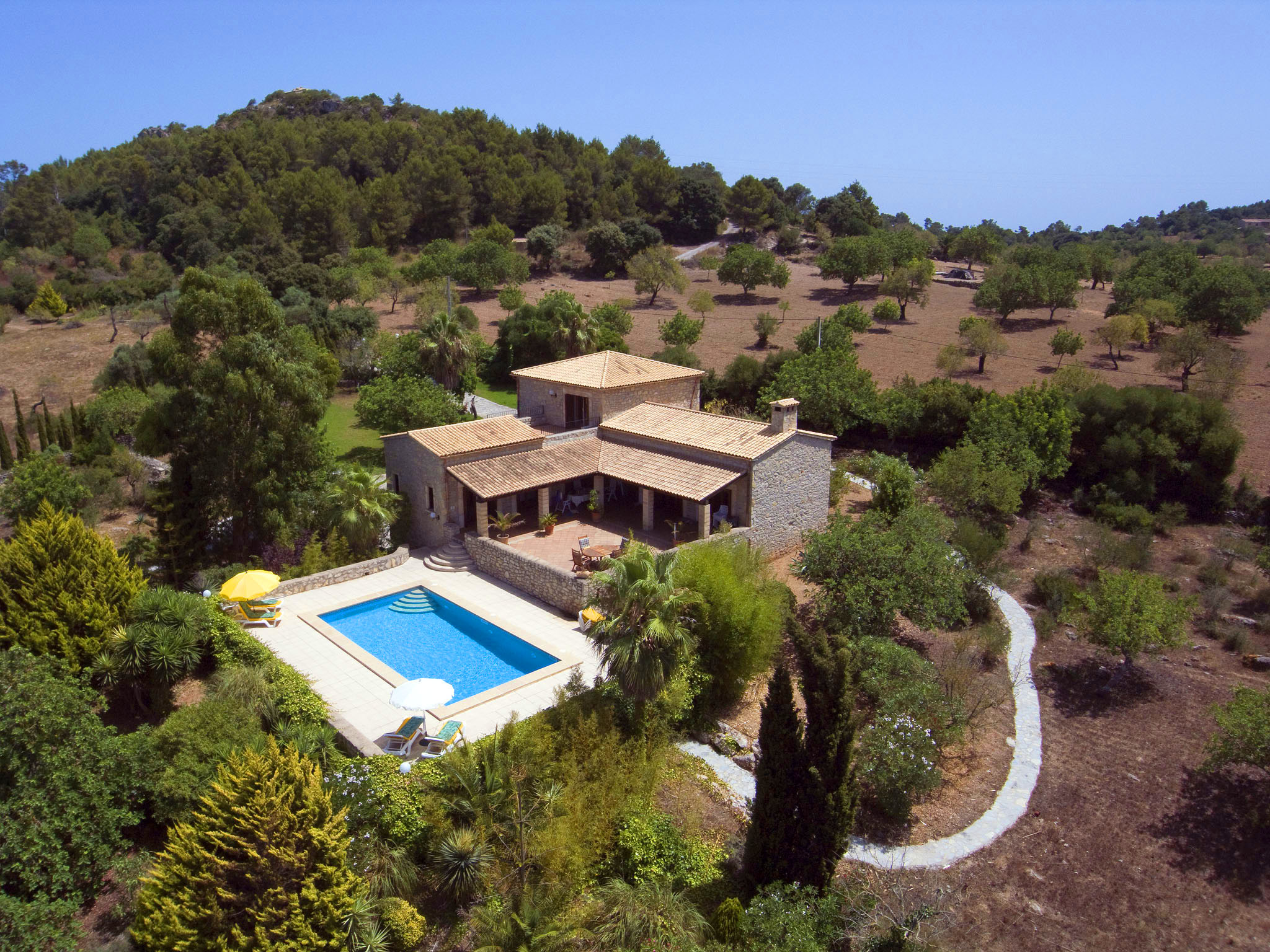
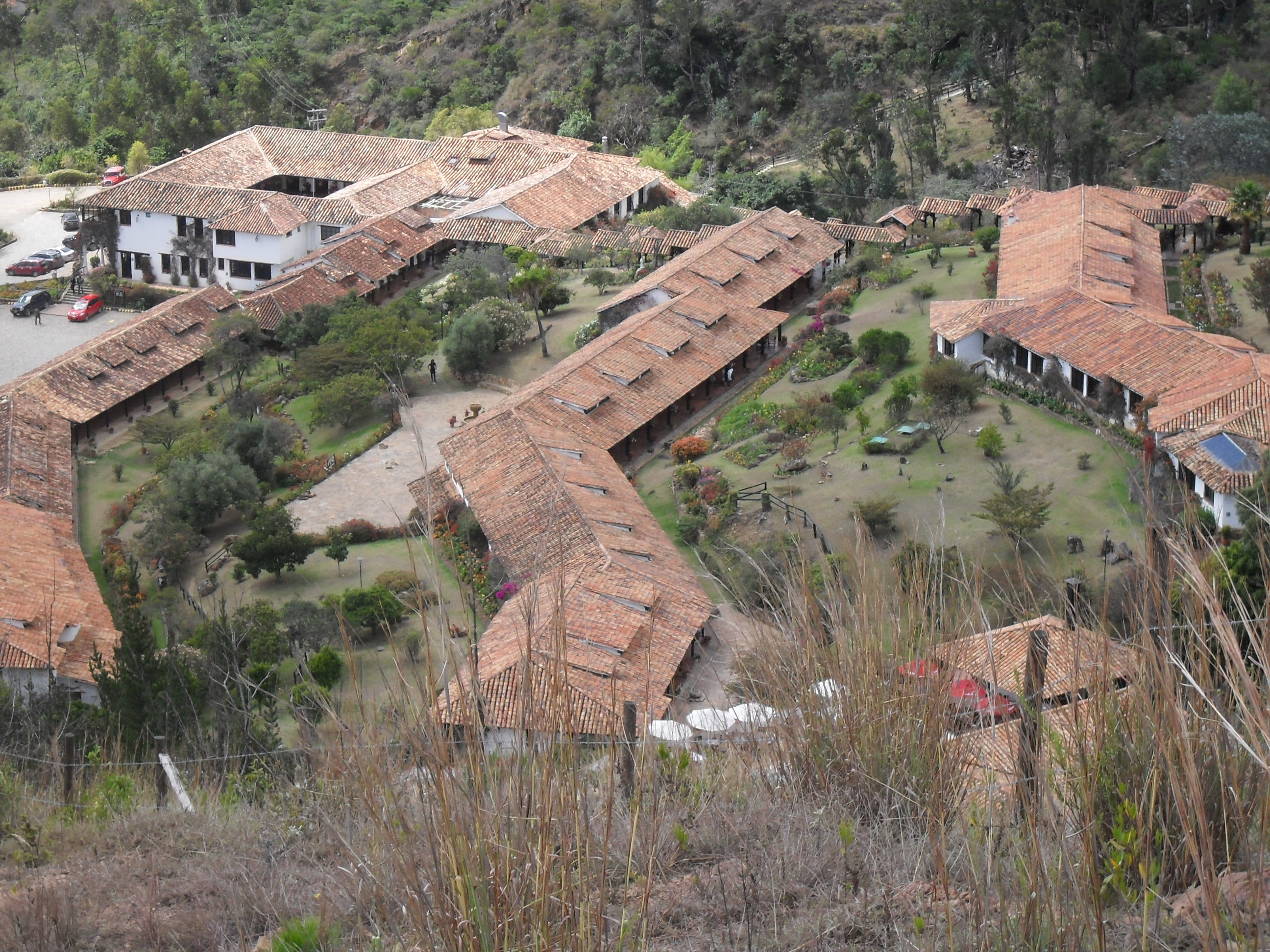
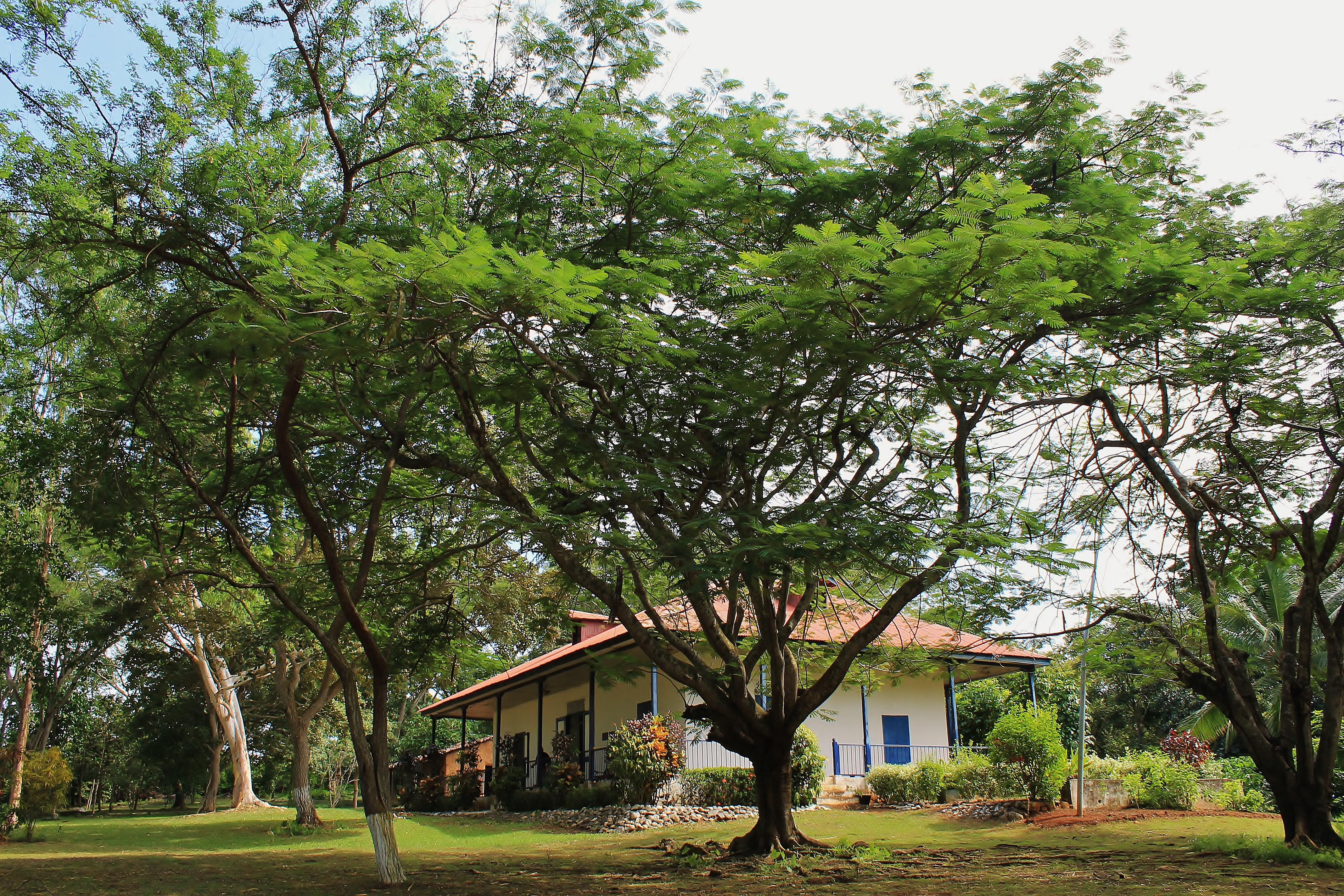
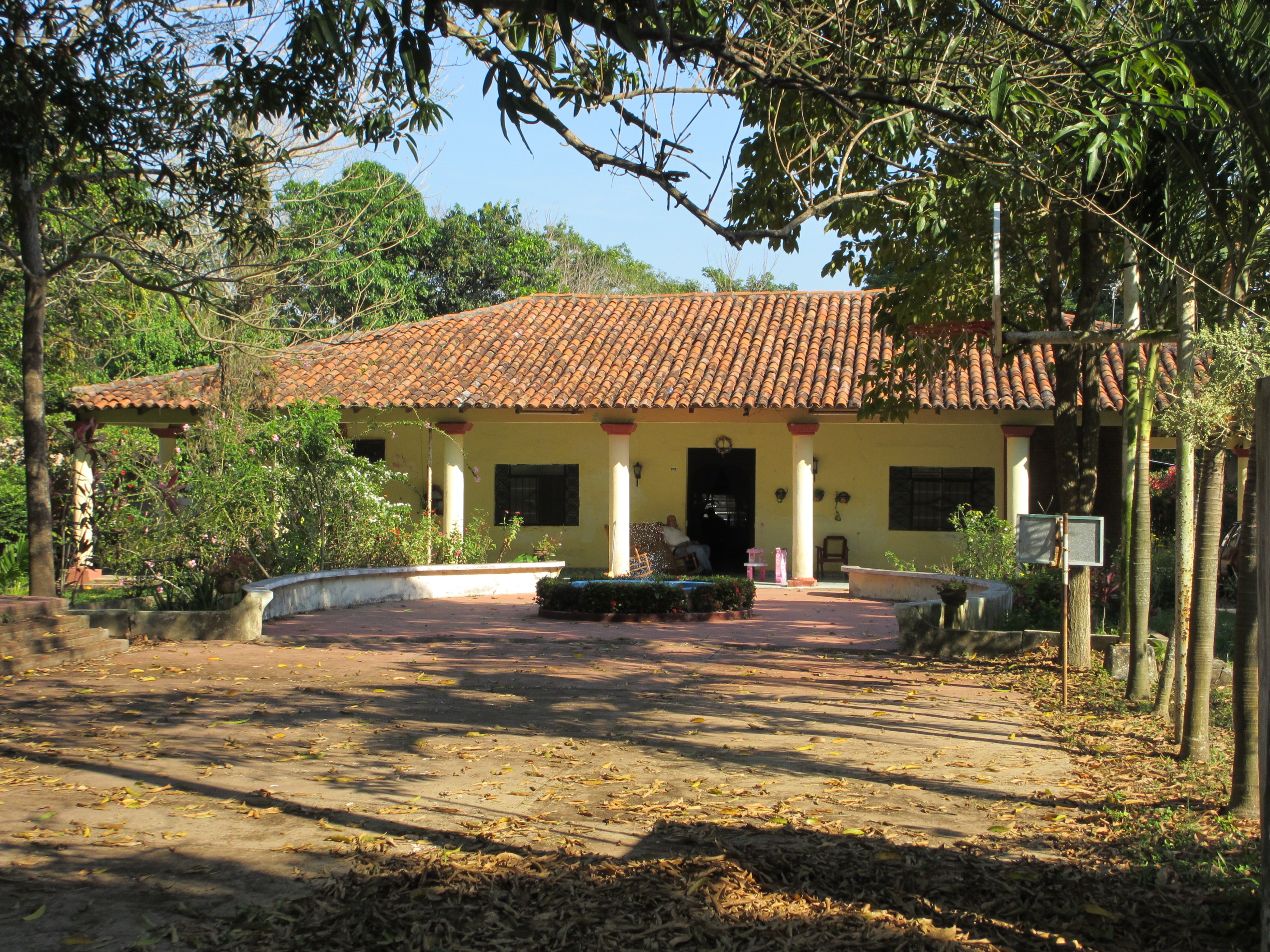
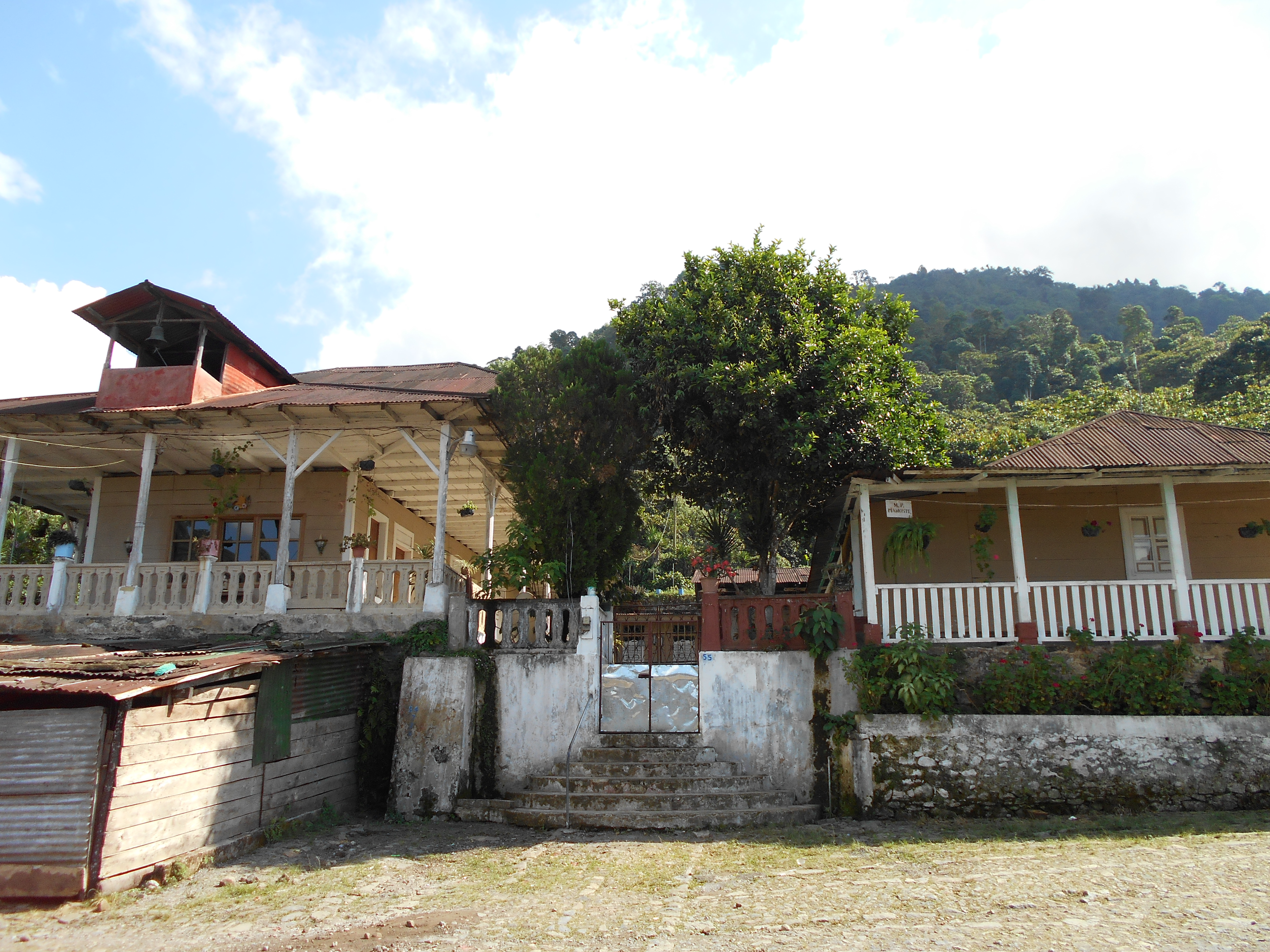
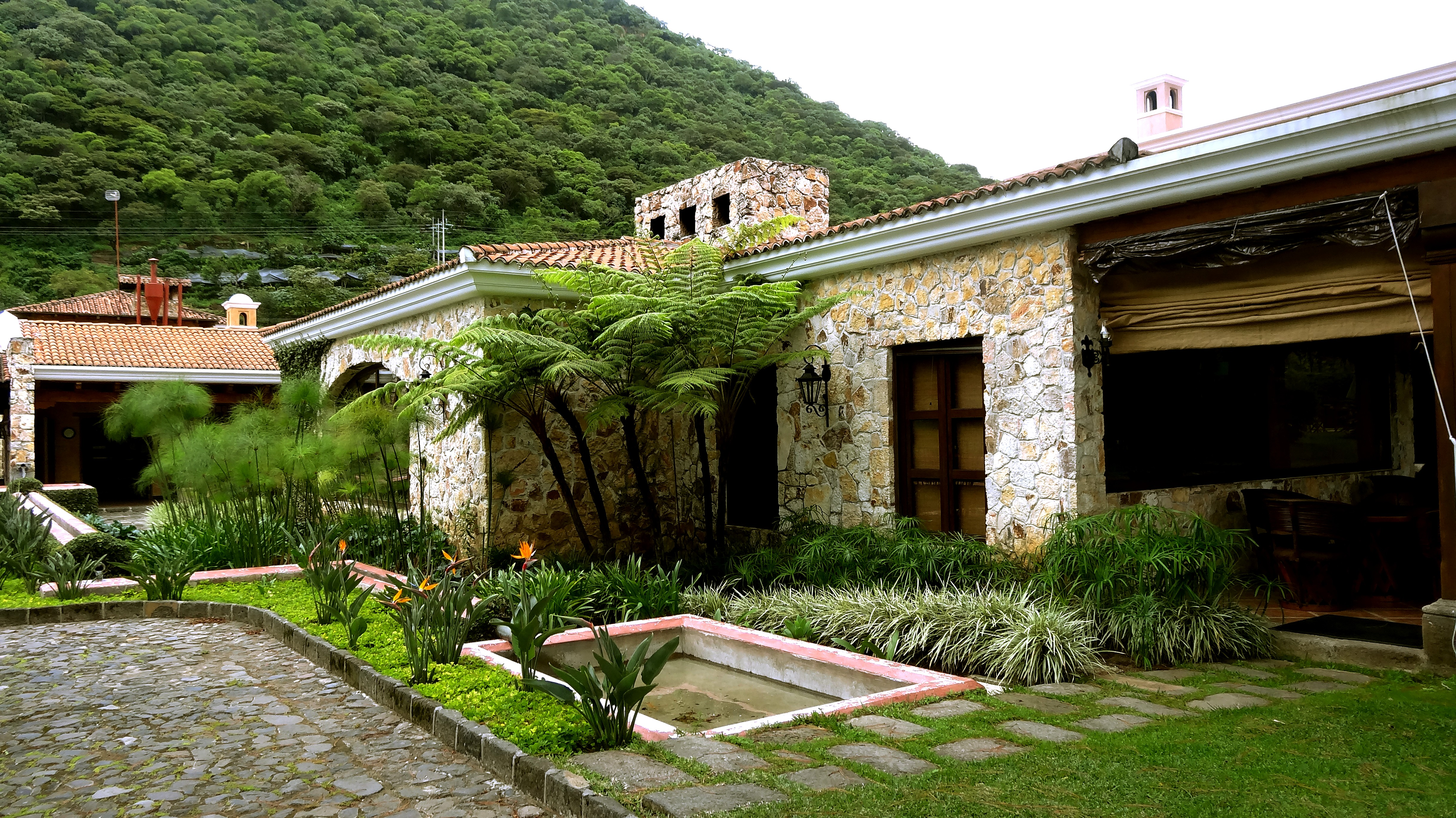
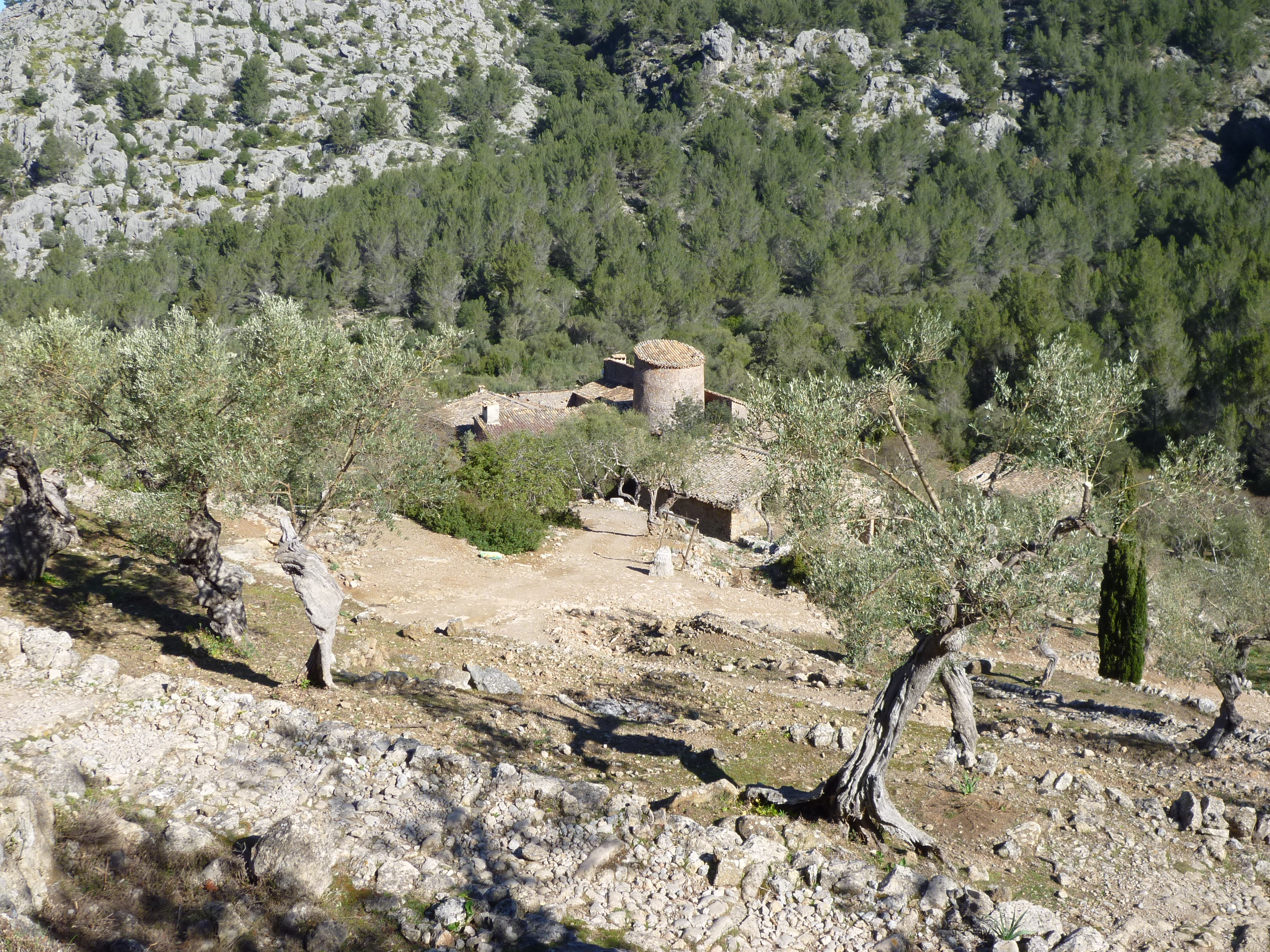

À l'image entre autres des bastides et mas provençaux et espagnols, de l'architecture cycladique des îles grecques, des riads marocains, des manoirs et cottages britanniques, ou des ranchs américains, ces constructions rurales ancestrales (ou constructions neuves) sont recherchées pour être rénovées en style rustique traditionnel local, et transformées en maison de villégiature, ou de tourisme (hôtel ou chambre d'hôtes) en particulier sur la Costa del Sol, à Ibiza, îles Baléares, ou îles Canaries…

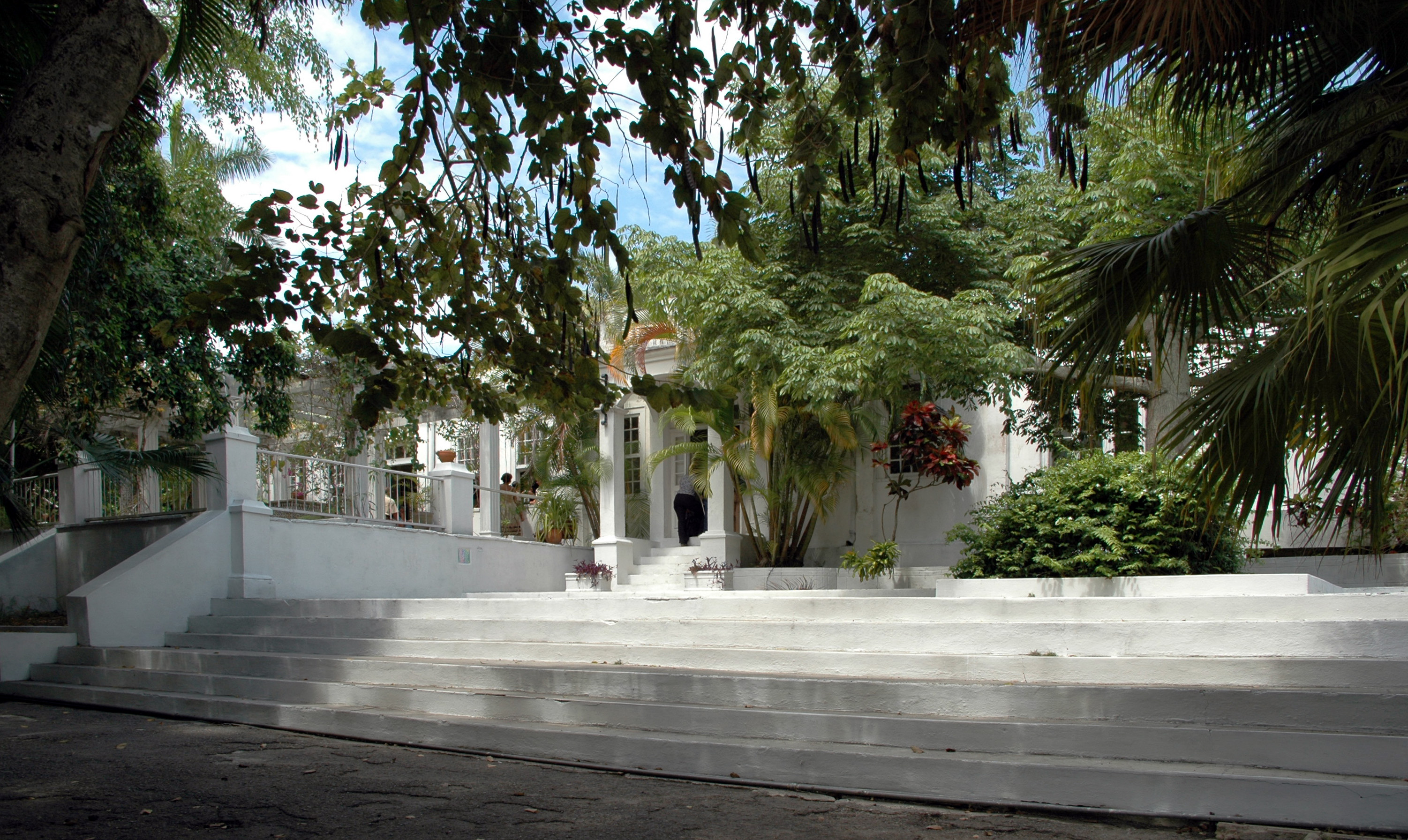
Finca la Vigía de La Havane à Cuba, ancienne maison de l'écrivain américain Ernest Hemingway (actuel musée Ernest Hemingway de Cuba).

## Fincas célèbres
- La finca la Vigía de La Havane à Cuba, ancienne maison de l'écrivain américain Ernest Hemingway (actuel musée Ernest Hemingway de Cuba).
- Le Pikes Hotel construit à partir d'une finca abandonnée, puis rénovée et étendue.

## Types de finca
- Finca urbana : propriété en ville
- Finca rústica : propriété à la campagne
- Finca rústica de recreo : propriété à la campagne de loisir
- Finca agrícola : exploitation d'agriculture, maraîchage, vignoble, oliveraie…
- Finca ganadera : exploitation d'élevage.
- Finca forestale : exploitation forestière.
- Finca cinegética : domaine de chasse de gibier.